# Ljubomir Kranjc
Ljubomir Kranjc, slovenski pomorski častnik, * 1. avgust 1952, Ljubljana.

## Vojaška kariera
- načelnik operativnega štaba SV (11. januar 2002–)
- poveljnik 2. operativnega poveljstva SV (?–11. januar 2002)
poveljnik vojaške vaje Odločen odgovor 2001
- pomočnik glavnega inšpektorja za obrambo
- diplomiral na nacionalni obrambni univerzi ZDA

## Odlikovanja in priznanja
- srebrna medalja generala Maistra (29. marec 2002)
- bronasta medalja generala Maistra (14. maj 2001)